# Тыдор (Сысольский район)
Тыдор  — деревня в Сысольском районе Республики Коми в составе сельского поселения  Межадор. 

## География
Расположена на левом берегу реки Сысола на расстоянии примерно 1 км от центра поселения села Межадор на юг-юго-запад.  

## Топонимика
Название в переводе с коми означает «озёрная деревня» .

## Население
Постоянное население  составляло 122 человека (коми 87%) в 2002 году, 96 в 2010 .